# Ternelles

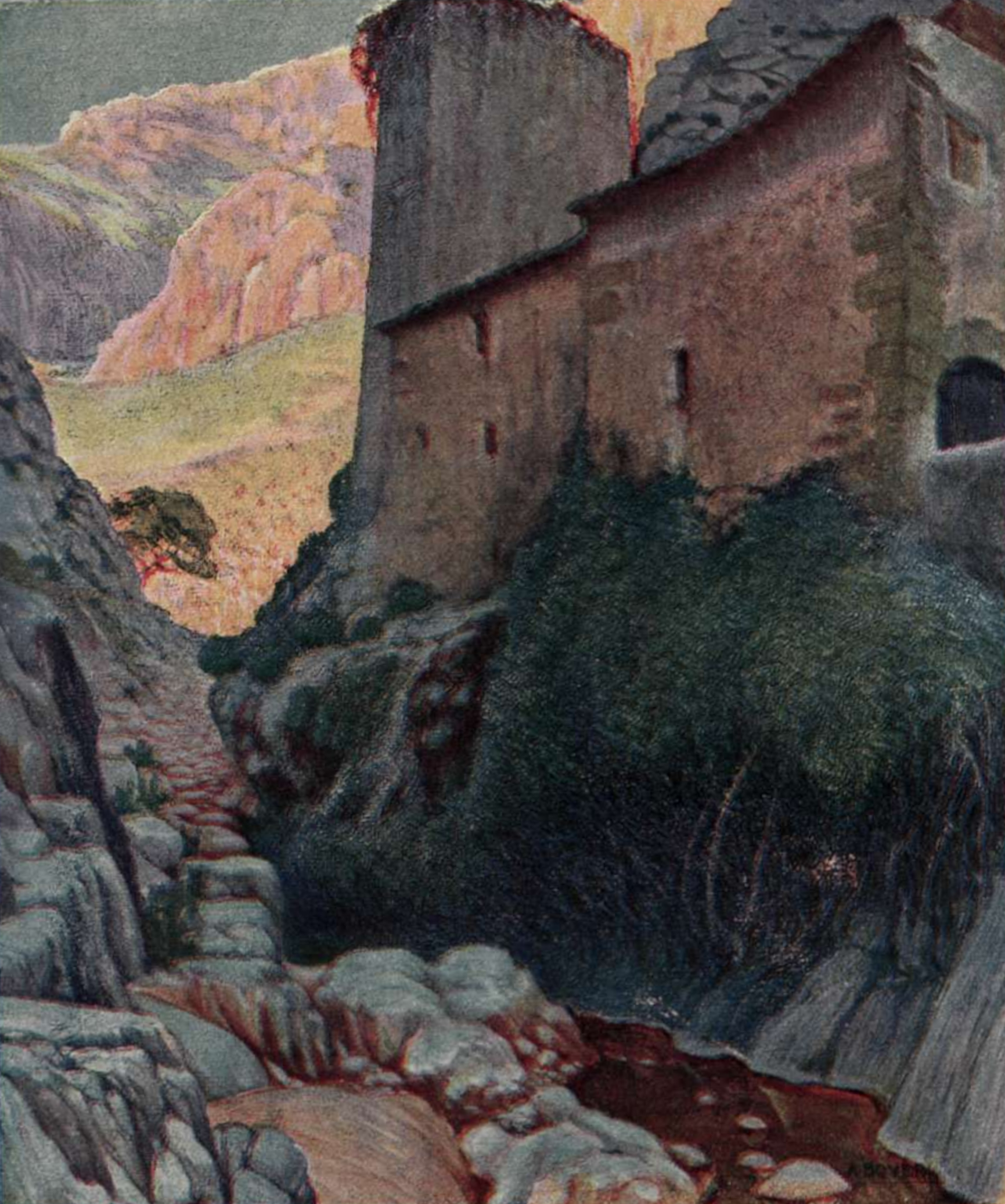
Un molino en Ternellas en una reproducción de una obra del pintor argentino Atilio Boveri en la revista Caras y Caretas (1921)

Ternelles es un predio del municipio español de Pollensa, perteneciente a la isla de Mallorca, en el archipiélago de las Baleares.

## Toponimia
El nombre del lugar puede encontrarse mencionado con las grafías Ternellas y Ternelles.

## Historia
A mediados del siglo XIX, el predio, ya por entonces perteneciente al término de Pollensa, aparece descrito en el decimocuarto volumen del Diccionario geográfico-estadístico-histórico de España y sus posesiones de Ultramar de Pascual Madoz de la siguiente manera:

TERNELLAS: predio en la isla de Mallorca, prov. de Baleares, part. jud. de Inca, térm. y jurisd. de la v. de Pollenza.
(Madoz, 1849, p. 706)

En la posesión había un par de molinos.